# Foville
Foville település Franciaországban, Moselle megyében. Lakosainak száma 103 fő (2022. január 1.). Foville Thézey-Saint-Martin, Alaincourt-la-Côte, Juville, Liocourt, Moncheux és Vulmont községekkel határos.

## Népesség
A település népességének változása:
| Lakosok száma | 66   | 68   | 75   | 86   | 104  | 102  | 98   | 99   | 100  | 103  |
|               | 1968 | 1982 | 1990 | 2006 | 2013 | 2015 | 2017 | 2019 | 2020 | 2022 |